# 圣普列斯特帕吕
圣普列斯特帕吕（法語：Saint-Priest-Palus）是法国克勒兹省的一个市镇，属于盖雷区（Guéret）布尔加讷夫县（Bourganeuf）。该市镇总面积10.64平方公里，2009年时的人口为44人。

## 人口
圣普列斯特帕吕人口变化图示